# Distrito de Steyr
El distrito de Steyr-Land es un distrito político del estado de Alta Austria (Austria). La capital del distrito es la ciudad de Steyr-Land.

## División administrativa
El distrito de Steyr-Land se divide en 21 municipios.

### Localidades con población (año 2018)
- Adlwang 1806
- Aschach an der Steyr 2266
- Bad Hall 5296
- Dietach 3212
- Gaflenz 1954
- Garsten 6711
- Großraming 2702
- Laussa 1227
- Losenstein 1604
- Maria Neustift 1592
- Pfarrkirchen bei Bad Hall 2244
- Reichraming 1742
- Rohr im Kremstal 1374
- Sankt Ulrich bei Steyr 2969
- Schiedlberg 1224
- Sierning 9371
- Ternberg 3367
- Waldneukirchen 2242
- Weyer 4258
- Wolfern 3173